# Perfect Records (Art)
Perfect Records war ein US-amerikanisches Plattenlabel aus Miami. Es ist nicht zu verwechseln mit einem gleichnamigen Plattenlabel aus den 1920er- und 1930er-Jahren.

## Geschichte
Perfect wurde 1955 von dem Studio- und Labelbesitzer Harold Doane als ein Sublabel seiner Hauptfirma Art Records gegründet. John Miller ging 1979 jedoch davon aus, dass Perfect bereits in den frühen 1950er-Jahren als exklusives Country-Label für Art gegründet wurde. Die ersten bekannten Veröffentlichungen stammen von Tommy Spurlin und dessen Band, die zu dieser Zeit noch Country-Musik spielten. Im Laufe des Jahres 1956 änderte sich das Repertoire des Labels aber Richtung Rockabilly. Spurlin veröffentlichte Hang Loose / One-Eyed Sam, Wesley Hardin Honky Tonk Man / Cry! Cry! Cry! und Mike Shaw Lone Gone Baby / Frankie and Johnny. Ende 1956 schloss Doane Perfect aber wieder und ersetzte das Label 1957 durch AFS Records.
Perfects Platten wurden laut Etikett von Art Records, Inc. produziert und möglicherweise auch durch Art gepresst, jedoch gibt es hierüber nur wenige Informationen. Tommy Spurlins Hang Loose wurde in den 1970er-Jahren in Großbritannien durch das Rockabilly-Revival ein Hit.

## Diskografie
| Katalognummer | Jahr | Künstler                                  | Titel                                                   |
| ------------- | ---- | ----------------------------------------- | ------------------------------------------------------- |
| 107           | 1955 | Tommy Spurlin and the Southern Boys       | Danger! Ain’t Had No Lovin’                             |
| 108           | 1956 | Tommy Spurlin and the Southern Boys       | Tomorrow I’ll Be Gone There Might Have Been a Love Song |
| 109           | 1956 | Tommy Spurlin and the Southern Boys       | Hang Loose One-Eyed Sam                                 |
| 110           | 1956 | Wesley Hardin with the Southern Boys      | Honky Tonk Man Cry! Cry! Cry!                           |
| 111           | 1956 | Mike Shaw with Sons of the Drifting Sands | Long Gone Baby Frankie and Johnny                       |